# シロアリ
シロアリ（白蟻）は、昆虫綱ゴキブリ目シロアリ下目 (Isoptera) 、あるいはシロアリ目の昆虫の総称（詳細は分類の項を参照）。
主に植物遺体を食べる社会性昆虫である。いわゆる蟻塚のほとんどは、シロアリによって作られる。アリとはまったく異なる系統の昆虫だが、アリのように女王シロアリを中心としたコロニーを形成し、コロニーには数百から数百万の個体が生息する。
シロアリにはヤマトシロアリ、イエシロアリのような下等シロアリとキノコシロアリのような沖縄以南に分布する高等シロアリがある。家屋に被害を与えるのは下等シロアリである。
木造家屋などに棲みつき木材(場合によってはコンクリートやプラスチック、動物の死骸なども食い荒らすこともある)を食い荒らす害虫として忌み嫌われるが、自然界においてはセルロースの分解に携わる重要な働きを持つ。近年ではシロアリの消化器官内の共生菌によるセルロース分解プロセスがバイオマスエタノールやバイオガスの製造に役立つ事が期待され、研究が進められる。

## 特徴
白「蟻」と名がつけられているが、アリはハチ目の昆虫で、翅を欠く社会性のハチであるのに対し、シロアリは朽木などの植物遺体を食べるゴキブリの中から社会性を著しく発達させた系統の昆虫である。不完全変態のため、幼虫は成虫とほぼ同じ姿である。そして、ある程度成長すればニンフ(擬蛹)という段階を経て生殖虫（いわゆる羽アリで成虫に該当する）となって巣外へ出て行く。この生殖虫の翅は細長くて柔らかく、4枚がほぼ同じ大きさをしている。｢等翅類｣という名称は、この4枚ともほぼ同じ大きさをしている翅に因んだものである。この翅は折り重なるように畳んで背中に平らに寝かせることができる。ただし飛行後間もなく根元で切れて脱落する。種によって異なるが、それ以外の兵蟻や職蟻は終世翅を持たない。
触角は数珠状。口器は咀嚼型。頭部、胸部、腹部はその間でくびれない。腹部は膨らんで柔らかい。日本産のものは巣内にとどまるので白っぽく、足が短く不活発なものが多いが、熱帯のキノコシロアリ類や餌を野外に探しに行くシュウカクシロアリ科の種類では、7mの穴を掘り水脈を探し、体色が白ではなく茶褐色や黒っぽいものもいる。それらでは手足も長く活発な種も多い。
林や草原における枯木や落葉などの16～60％が、シロアリの身体を通ることで一般の動植物が再利用できるものに変えられ、生態系維持に重要な役割を果たす。

## 社会
シロアリはすべてが真社会性である。シロアリは巣から有翅の雌雄の生殖虫が飛び出し、群飛後地上に降り、雌雄がペアになって巣作りを始める。雌雄は女王、王となり、交尾、産卵を繰り返す。女王は卵巣の発達とともに次第に腹が膨らみ、種によっては元の大きさの数倍に達する。生まれた子供は親と同じ姿で、ある程度成長すれば職蟻として、王、女王を助け、巣を作るなどの作業を行う。職蟻は雌雄両性があり、それらは成長してゆくにつれ、一部のものが兵蟻、ニンフ、有翅虫（羽蟻）、副女王や副王（複数おり生殖虫がコロニー内に居る限り生殖は行わない）に分化する。兵蟻は繁殖をしないが他階級は生殖階級（女王、王）に分化可能である。
副女王は女王のクローンであることが近年多くの種で確認されている。なお、上記でもわかるとおり、姿の似たアリでは職蟻は成虫であるが、シロアリでは幼虫である。このことから、専門的な文脈では職蟻ではなく擬職蟻（偽職蟻は誤り）と表記することが多い。兵蟻も幼虫とされているが職蟻と違い、通常は他階級には分化できない。職蟻がどの齢まで他のどの階級に分化可能かは種によって異なる。巣の規模が小さい間は職蟻と兵蟻だけであるが、大きくなってくると、ニンフを経て羽蟻、副女王、副王が現れる。羽蟻は特定の時期に巣外に出て群飛し、新天地にコロニー創生する。副女王、副王はコロニー分裂時や女王、王の死亡時などに生殖虫に分化する。なお、女王や王が何らかの理由でいなくなった場合、副女王や副王だけでなく、ニンフや職蟻の一部からも女王や王を生じさせることが可能である（前者階級ほど優先）。この時は最低でも繁殖可能な（つまり兵蟻を除く）2匹を含まねばならない。シロアリの種によっては単為生殖により雌だけでコロニーを創設することが可能であるが、その場合でも単一個体での創設は不可能で、雌同士2個体での創設が必須である。これはシロアリがアリと異なり、単一個体で自らの体を満遍なくクリーニングすることができず、必ず他個体に自らだけでは不可能な部位のクリーニングを手伝ってもらわなければならないためである。実験的に雌1個体でコロニー創設を行わせると、通常昆虫寄生菌を体表から除去することができず、感染により死亡する。
ちなみに兵蟻は他虫の世話を含むコロニー管理ができない。多くの場合、自らのみでは摂食することすらできない。
生殖虫には眼があるが、働きアリと兵隊アリは眼がない。
シロアリは互いに餌を口移しで与え合ったり、他個体の糞を口にしたりする。これによって、腸内微生物を共有する効果がある他、フェロモンを集団内に行き渡らせる働きがある。

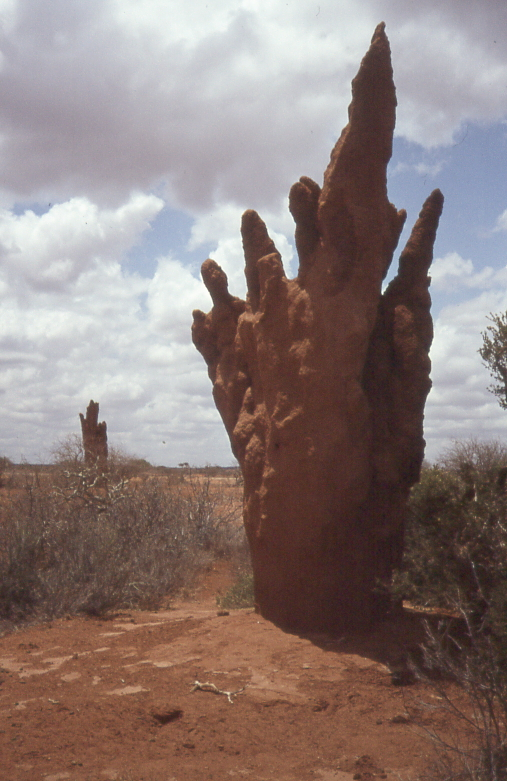
シロアリの塚（Photo: Bengt Olof ÅRADSSON taken in Somalia）

兵アリは大きな頭部を持ち、巣に敵が侵入してくるのを防ぐ。兵アリには、様々な形のものがあり、種によって独特の形態となる。日本産では、ヤマトシロアリ、イエシロアリは細長い頭の先端に鋭い牙を持っている。八重山諸島に産するタカサゴシロアリは、丸い頭で、牙は小さいが頭の斜め前方に鋭い角を出し、そこから液体を噴射する。沖縄産のダイコクシロアリは、丸っぽい頭で、先端が平らになっており、これを使って巣穴を塞ぐという。
働きアリは外見は白い種が多く、巣（アリ塚）の修復や食料集め、子の世話を担当する。アリ塚（蟻塚）の修復には、唾液や糞でこねた小さな土の粒を一粒ずつ運んで貼り付けていく。

## 生態
シロアリはすべて巣を作り、その中に王と女王が滞在し、働きアリが餌を運ぶ。巣は餌となる木材の中に作るもの、地中に作るものが多いが、熱帯や乾燥した草原のものは、地表に盛り上がったアリ塚（蟻塚）を作るものが多い。アリ塚は土や自身の排泄物などでできており、一つのアリ塚には数百万匹のシロアリが棲息している。塚の壁は厚さ15センチメートルに達するものもあり、高温や乾燥から、中のシロアリを守っている。アリ塚には直径5ミリメートルほどの穴がいくつも開いている。働きアリは塚の外に出て、枯れ木、枯れ葉、その他植物遺体を摂食するものが大部分だが、熱帯には地衣類を食べるものも知られる。
高等シロアリと呼ばれるシロアリ科のシロアリにはユニークな生態のものがあり、その中にはキノコを栽培するシロアリもある。それらは喰った枯死植物を元にしてキノコを栽培する為の培養器を作る。それを入れるための巣穴を特に作る必要がある。日本では八重山諸島に分布するタイワンシロアリが地下に巣穴を掘り、そのあちこちにキノコ室を作る。
樹上生活のものもある。やはり高等シロアリで八重山諸島に生息するタカサゴシロアリは、樹木の幹に頭大の丸い巣を付ける。餌は近くの枯れた幹で、働き蟻がそれをくわえて運び込む。熱帯では、地表の枯れ木や枯葉を主として持ち込むものもあり、それらは巣穴から働きアリが地表を歩いて取りに行く。隊列をなして餌運びをする働きアリの列の外側を、兵アリが守っている。

### 食物と腸内微生物
食物は主に枯死した植物で、その主成分はセルロースである。しかし、下等シロアリではセルロースを分解する能力が低く、消化管内の共生微生物(主に原生動物)の助けを得ている。一方、わ高等シロアリでは、シロアリ自身もセルロースを分解する酵素（セルラーゼ）を持っていることが確認されている。これは遺伝子の水平伝播を示唆していると考えられている。シロアリの腸内共生原生生物は、セルロースを酢酸まで分解し、これをシロアリの栄養源として提供する。
下等シロアリ類では消化管内に住む共生原生動物の酵素で植物繊維のセルロースを分解し消化吸収する。共生しているのは超鞭毛虫類や多鞭毛虫類が中心で、そのほとんどはシロアリの腸内のみに生息している。キノコシロアリ等、熱帯で繁栄する高等シロアリ類（シロアリ科）では共生原生動物を欠き、グループにより、担子菌のキノコや細菌などと共生関係を持つ。体内の原生生物自身は、酢酸に分解する間にエネルギーを得るが、この過程で二酸化炭素と水素が発生し、さらに二酸化炭素と水素から酢酸またはメタンが生成される。
担子菌類と共生するキノコシロアリ類は、巣の中に菌類培養室をいくつも持っている。野外から植物遺体を採集してくると、まずそれを食べ、その糞を積み上げる。共生菌がその上で成長し、糞に含まれる成分を分解する。シロアリはその塊の底から食べてゆき、また糞をその上に積み上げる。これを繰り返してゆけば、積み上げられた糞の中の成分は次第に分解され、シロアリは食べたものの中から吸収できる成分を吸収する。吸収できなかった成分は再び糞として積み上げられ、すべてが吸収できるまで循環することになる。そのため、シロアリの巣内に持ち込まれた植物遺体は二酸化炭素と水になるまで分解され、土壌形成という形で広い範囲の土地を肥やすことにはならないとも言われているが、シロアリは腸内に窒素固定菌を飼っており、窒素循環の一翼を担い、巣の近辺には無機栄養塩が濃集することで植物の生育がよくなることが知られている。
腸内微生物の中にはPCB(ポリ塩化ビフェニル)を分解する種も見つかっている。

### 寿命と低酸素環境
王シロアリは世界で最も長寿の虫とされ、30 - 50 年間生存しているものもあると伝わっている。女王シロアリは単性生殖で代替わりするが、王シロアリは代替わりすることなく引き続き生存する。王、女王シロアリは低酸素環境を好み、好気的代謝を抑制し、嫌気的代謝を活性化させ、尿酸、カタラーゼ等の抗酸化物質や抗酸化酵素に富み、活性酸素の発生を抑制していることがその長寿の一因として考えられる。

## アリとシロアリ
体の大きさや巨大な群れを作る社会性昆虫であることなど、アリとの共通点が多いが、アリとシロアリは全く異なった昆虫である。アリはハチ目（膜翅目）の一員で完全変態を行う昆虫であり、幼虫は蛆のような形態をしている。一方、シロアリはゴキブリ目（網翅目）に属する不完全変態の昆虫である。シロアリでは幼虫も成虫によく似た形態をしている。
社会の仕組みについて、アリは雌中心で女王と不妊の雌である働きアリ（職アリ）で構成され、雄アリは一時的にしか生じないのに対し、シロアリでは生殖虫（女王・王）、働きアリ（擬職アリ）、兵アリ（兵隊アリ）などの階級それぞれに雌雄が含まれている。
シロアリの雌生殖虫（女王アリ）は結婚飛行を終えてコロニーが発達してくると、腹部がソーセージのように異様に発達した、他の階級個体とは大きく異なる産卵に特化した外形に変化する。熱帯に分布する大型のものでは体長5センチメートルほどで1日に5万個の卵を産むものもある。対するにアリの女王はグンタイアリ類など一部を除くとシロアリの女王のような特異な外形はしておらず、他の階級個体より一回り大きい程度の差異しか見られないことが多い。それゆえシロアリの女王の方がより生殖に特化して進化したかに見えるが、他の理由もあるため、一概に判断はできない。アリの女王は貯精嚢を有しており、そこに一生分の精子を貯蔵できるため、交尾を済ませれば生殖能力はほぼ一生持続できるのに対し、シロアリの女王は貯精嚢を欠くため、生殖能力を維持するには定期的に交尾を繰り返す必要があり、これがアリには見られない雄生殖虫(王アリ)が存在する大きな理由となっている。
アリの社会では女王と働きアリだけで構成され、種類によっては一部の働きアリが特殊化した大型の兵アリとなるものもあるが、兵アリが分化していないものがむしろ大半である（近年は単純に戦闘に特殊化したわけではないことが明らかになっているため兵アリと呼ばずに大型働きアリ major worker と呼ぶことが普通となっている）。それに対して、シロアリではほぼ全ての種に兵アリがいる。これは、アリは基本的には捕食性の強い肉食の昆虫で、すべての働きアリに高い攻撃力があるのに対して、シロアリは主に枯死植物を食べる昆虫であるため、基本的には攻撃的ではなく、肉食昆虫に狙われる存在だからである。
また、下等なシロアリでは真の働きアリは分化せず、他の階級への分化能力を有する未成熟の幼虫が働きアリとして働いている。つまり、アリ（ハチ）は、親（女王）が自分の子のほとんど全部を不妊の働きアリ（ハチ）にすることで真社会性になったのに対して、シロアリは親が子の一部を兵アリとして不妊化することによって真社会性になったと言っていい。
アリはシロアリにとって最も恐ろしい天敵の一つでもある。熱帯ではシロアリを主たる獲物としているアリも少なくない。日本ではオオハリアリなどがシロアリを捕食することが知られている。

### 関係する生物
熱帯域ではその存在量が多く、また集中しているため、食料として有望であるが、地下や蟻塚の中など、手に入れるのが容易でない上、兵アリがいる。そのため、これを専食する動物には独特の適応が見られる。典型的な例がアリクイであり、前足の強い爪は蟻塚に傷を付けるのに有効で、長い吻とさらに長い舌はそれをこの傷に突っ込んで舌でシロアリを吸着させて集めるのに役立つ。チンパンジーは蟻塚に唾液で湿らせた小枝を差し込み、シロアリを釣り出して食べるが、これは上記の適応を道具でなぞったと取れる。
天敵から身を守るために、アリ塚を利用して生活したり、巣を作ったりする他の生物もいる。
- ヒカリコメツキ（コメツキムシ科の一部の分類群）
  - 幼虫の大きさはおよそ3センチメートルで、一つのアリ塚に1,000匹が棲んでいる。乾季の終わりが近い9月の夜になると、アリ塚の穴は緑の光を放つが、これはヒカリコメツキの幼虫の頭の後ろ5ミリメートルほどの部分が光っているからである。この幼虫はアリの羽蟻などの昆虫の走光性を利用して誘引し、接近した昆虫を捕食する。
- アリツカゲラ（キツツキの一種）
  - キツツキが巣を作れるような木がないために、アリ塚の上部に直径15センチメートル程度の穴を空け、その中に卵や雛を置いている。
- アナホリフクロウ（フクロウの一種）
  - アリ塚の傍に巣穴を掘り、昼夜はアリ塚の上に止まり、獲物を探して暮らしている。

その他にも、シロアリの巣内に生息する小動物はいくつかあり、好白蟻性と言われる。
他に、シロアリの卵に擬態した菌核を作る菌が知られている。色は異なるが、化学物質や形の擬態によって、シロアリは卵と間違えて巣内に運び込むという。この菌核はターマイトボールと呼ばれる。

### 伝承
中国には、シロアリが銀を食べるという話が伝わっている。清代の康熙年間に呉震方が著した『嶺南雑記』には、1684年にある役所の銀倉庫で数千テールの銀が紛失したが、倉庫の隅にシロアリの巣があった以外に異常はなく、不可解に思いながらシロアリを炉に放り込んで焼き殺したところ、炉から銀が出たという話が書かれている。また、『天香楼外史』にも銀を入れていた木箱がシロアリに喰われて、銀が消えたが、シロアリを炉で焼いたら箱に入れていただけの銀が出たという話が載っている。
これらの伝承には一部誇張もあるであろうが、シロアリは食物を求めて巣から蟻道を伸張する過程で、立ちふさがる障害物は齧って突破を試みることが知られているので、それによって銀塊が著しく損傷したことを伝えていると思われる。現代でもレントゲン室の鉛板や地下埋設された鉛管をシロアリが損傷することがよく知られている。齧りとられた銀が消化管を通じて、あるいは口でくわえて巣に持ち帰り巣材に用いられた場合においては、巣をシロアリもろとも焼けば塗り込められた銀粉が再度溶けて銀塊に戻ることもあり得る話である。

## 日本のシロアリ
日本本土に分布する種では、ヤマトシロアリ Reticulitermes speratus と、イエシロアリ Coptotermes formosanus が普通である。この2種はいずれもミゾガシラシロアリ科に分類される。
ヤマトシロアリは枯れ木の中に巣穴を作って生活している。巣穴は網目状になった孔の連続からなり、シロアリはその周辺を食べながら巣を広げる。場合によっては表面に木くずを積み重ねたトンネルを造ってその中を移動する。広い面積を食べることは少ない。
一方、イエシロアリは地下に穴を掘り、木くずや土でかためられた大きな巣を作り、この中に女王がいる。この巣を中心にしてトンネルを掘り、あちこちを食うので木造家屋などでは大きな被害が出る。根絶は難しいが、巣を発見・摘出することによって被害の進行をある程度止めることが出来る。なお、イエシロアリはIUCN（国際自然保護連合）により、世界の侵略的外来種ワースト100に指定されている。
南西諸島では、シロアリの種数は遙かに多く、10種を超える。その中には地下に巣を作り、オオシロアリタケというキノコと共生関係にあるタイワンシロアリや、樹上にスイカほどもある大きな巣を作るタカサゴシロアリなど、興味深い種も含まれる。近年ではアメリカカンザイシロアリが増えつつある。
また、日本最大のシロアリは鹿児島以南に生息するオオシロアリである。

## 人間との関わり

### 建築害虫
シロアリの食害により木造建築物の柱脚、小屋裏、畳、基礎などに被害を与える（蟻害）。文化財建造物の柱や壁、調度品などに対しても蟻道をつくったり、木材の隙間などに蟻土を詰めたり、盛り上げたりして汚染する。
シロアリに対する抵抗性を抗蟻性といい、殺虫成分を含むイヌマキや硬いカシなどは抗蟻性が高いが、アカマツやクロマツなどは抗蟻性が低い。

### 駆除
建築害虫であるシロアリの駆除を専門とする業者が多く存在する。多くはシロアリ薬剤を柱の食害部分に直接注入したり、周りに散布する方法が取られる。人体に対する影響が大きい亜ヒ酸は現在使用禁止になっている。日本しろあり対策協会は和歌山県高野町の金剛峯寺にシロアリの供養塔を建て、毎年9月に慰霊祭を行っている。高野山に行けば、別院参道の入口脇に存在する。また、シロアリ探知犬というのも存在する。日本においてシロアリ防除は農薬由来の合成殺虫剤が主流となっているが、主な成分であるネオニコチノイドなどによる住人の健康被害や生態系や環境に及ぼすリスクへの関心の高まりにより、近年では自然素材であるホウ酸の利用も行われるようになった。

### 利用
昆虫食の対象として、トカゲやチンパンジー、オオアリクイ、クマ、ツバメなど、シロアリを好んで食べる動物は少なくないが、ヒトでも食料とする地域や民族がある。人間がシロアリを食用にする場合、採取に著しい労力が必要な上消化管に枯死植物質が充満した働き蟻ではなく、繁殖期に巣の外に大量に出現する生殖虫、すなわち雄と雌の羽アリを集めて食料とするのが普通である。
スーダンなどではこれらの羽アリを採取し、油で揚げて販売する。南米先住民は生食で食している。フィリピンには、すりつぶしてスープの具にする地区もあるという。他にも中国・雲南省やタイ北部でも素揚げやスープなどにして食べられている。シロアリには6%程度のタンパク質、0.1%程度の鉄分が含まれ、栄養価値は高いといわれる。
なお、シロアリそのものではないが、シロアリの培養するキノコであるシロアリタケはキシメジ科に属する食べられるもので、かなり美味なキノコとして扱われることが多い。中国の一部では庭にアリ塚を移植して、そこから発生するシロアリタケを食用にするとも言われるし、日本のキノコ培養性のシロアリであるタイワンシロアリが八重山諸島と沖縄島の那覇周辺に隔離分布するのは、琉球王国の宮廷料理に使うために、八重山から那覇へ移植が行われたためとする説がある。
シロアリの消化器官内の共生菌によるセルロースの分解がバイオエタノールの生産に役立つと期待され、琉球大学や理化学研究所等で研究が進められる。また、シロアリの消化器官内にいる共生菌の中には水素を生成する菌がいる事が確認されている。
砂漠地域においては、ゴミとビニールの埋設による緑化、および家畜を併用した土壌改良が実験的に行われており、ビニールを埋設することでシロアリの住処を形成、唾液による砂の変質を行う役割を与えている。

## 分類
かつては独立目のシロアリ目（等翅目・Isoptera）に分類されていたが、かねてより木だけを食べるキゴキブリ属 (Cryptocercus) との近縁が指摘され、2000年代の系統解析によってゴキブリ目に含める意見が強まっている。ただし、どのような形で含めるかは定まっておらず、更に、旧分類の用語が一段階格下げされることになると、用語の混乱を招く恐れがあるとして、シロアリ目を残そうという提案もされている。
- ムカシシロアリ科 Mastotermitidae
- レイビシロアリ科 Kalotermitidae
- オオシロアリ科 Termopsidae - オオシロアリなど
- シュウカクシロアリ科 Hodotermitidae
- ミゾガシラシロアリ科 Thinotermitidae - ヤマトシロアリ、イエシロアリ
- ノコギリシロアリ科 Serritermitidae
- シロアリ科 Termitidae

シロアリはゴキブリ目に属すが、シロアリに最も近縁なゴキブリはキゴキブリ科（クリプトケルクス科）である。

### 生態学的観点からの分類
湿材シロアリ
- オオシロアリ科

常に湿潤な状態にある木材が生活場所かつ餌として必要で、野外においては雑木林内の湿った倒木や伐根などに営巣しているグループ。
乾材シロアリ
- レイビシロアリ科

直腸での徹底的な水分吸収により、水がほとんど存在しない生活場所でも生存できるグループ。日本で外来種となったアメリカカンザイシロアリで知られる。
地下シロアリ
- ムカシシロアリ科・シュウカクシロアリ科・ノコギリシロアリ科・ミゾガシラシロアリ科・シロアリ科

多くは地下や地上に特別な巣を構築し、蟻道と呼ばれる土や糞で作ったトンネルで地下を移動するグループ。日本で住宅への被害が多いイエシロアリやヤマトシロアリがここに含まれる。

## 固有名詞
小栗虫太郎の推理小説に『白蟻』という題名のものがある。